# Sumace
Sumace označuje sčítání množiny čísel. Výsledek se označuje jako suma. Jako čísla v sumaci přitom mohou vystupovat nejenom čísla (např. přirozená, komplexní apod.), ale také funkce, matice, popř. jiné matematické struktury. Součet prvků nekonečné posloupnosti se označuje jako řada.

## Značení
Pro malý počet prvků lze sumaci zapsat jako součet jednotlivých členů.
Např. sumace čísel 1, 2 a 4 je 1 + 2 + 4 = 7. Číslo 7 je suma. Vzhledem k tomu, že sčítání je asociativní, nezáleží na tom, zda sumaci „1 + 2 + 4“ chápeme jako (1 + 2) + 4 nebo jako 1 + (2 + 4). Výsledek je v obou případech stejný, proto lze závorky vynechat (což se také obvykle dělá). Součet konečného počtu čísel je také komutativní, takže změna pořadí jednotlivých členů sumace nemá vliv na výslednou sumu.
Pokud obsahuje suma příliš mnoho členů, lze některé členy vynechat a nahradit '…' (tři tečky). Přitom musí být zřejmé, které členy byly vynechány.
Např. suma všech přirozených čísel od 1 do 100 je 1 + 2 + … + 99 + 100 = 5050.

### Sumační znak
Pro zjednodušení zápisu sumace se v matematice používá tzv. sumační znak, který je reprezentován řeckým znakem velkého sigma {\displaystyle \sum }. Definice zápisu pomocí sumačního znaku má tvar
{\displaystyle \sum _{i=m}^{n}x_{i}=x_{m}+x_{m+1}+x_{m+2}+\cdots +x_{n-1}+x_{n}}
Index i se označuje jako sumační index, m označuje spodní hranici sumace a n je horní hranice sumace. V tomto případě označuje i = m skutečnost, že sumační index i je na počátku roven hodnotě m. Tento index odpovídá prvnímu členu v sumaci, tzn. {\displaystyle x_{m}}. Následující hodnoty i jsou získány přičtením hodnoty 1 k předchozí hodnotě indexu i. Těmto indexům pak odpovídají další členy sumace, tzn. {\displaystyle x_{m+1},x_{m+2},...} Proces změny indexu pokračuje až do okamžiku, kdy platí i = n, což označuje konec sumace. Tento index odpovídá poslednímu členu sumace, tzn. {\displaystyle x_{n}}. Místo i lze použít libovolný jiný znak - nejčastěji se používají i, j, k, α, β, ν apod. Např.
{\displaystyle \sum _{k=2}^{6}k^{2}=2^{2}+3^{2}+4^{2}+5^{2}+6^{2}=90}.
Pokud jsou hranice sumace zřejmé, pak je možné je vynechat a pouze naznačit, přes který index se sumace provádí. Např.
{\displaystyle \sum _{i}x_{i}^{2}}
Pokud je zřejmé, přes který index se sumace provádí i hranice sumace, pak lze použít zjednodušený zápis
{\displaystyle \sum x_{i}^{2}}
Zápis sumace lze také vyjádřit pomocí podmínek, kterým musí vyhovovat sumační index. Do sumy jsou pak zahrnuty pouze ty členy, které odpovídají indexům vyhovujícím zadané podmínce. Např.
{\displaystyle \sum _{0\leq k<100}f(k)}
je suma všech f(k) pro daná k, která vyhovují uvedené podmínce,
{\displaystyle \sum _{x\in S}f(x)}
je suma všech f(x) přes všechny prvky x množiny S. Množina S je indexová množina.
Pokud se provádí současně více sumací, lze použít zjednodušený zápis pomocí jednoho sumačního znaku. Např.
{\displaystyle \sum _{\ell ,\ell '}}
je to samé jako
{\displaystyle \sum _{\ell }\sum _{\ell '}}

### Výpočetní technika
Se sumací se lze setkat v mnoha programovacích jazycích.
Např.
{\displaystyle \sum _{i=m}^{n}x_{i}}
lze zapsat jako program ve Visual Basicu/VBScriptu:
```
 Sum = 0
 For I = M To N
     Sum = Sum + X(I)
 Next I

```

nebo následujícím kódem v jazyku C/C++/C#/Java, přičemž se předpokládá, že proměnné m a n jsou definovány jako celá čísla typu int, m ≥ n a proměnná x je definována jako pole hodnot typu int obsahující nejméně m − n + 1 definovaných prvků:
```
int i;
int sum = 0;
for (i = m; i <= n; i++)
    sum += x[i];

```

V programovacím jazyku Python lze použít vyjádření:
```
sum(range(m, n + 1))

```

V Perlu:
```
$sum += $x[$_] for ($m..$n);

```

Ve Fortranu (nebo Matlabu) lze použít:
```
 sum(x(m:n)) 
```

V (La)TeXu lze pro zobrazení sumačního znaku použít zápis:
```
 \sum_{i=m}^n x_i 
```

### Speciální případy
Je možné provést sumaci méně než dvou čísel.
- Pokud sumace obsahuje pouze jediný člen x, pak je suma rovna hodnotě x.
- Jestliže sumace neobsahuje žádný člen, pak je suma rovna nule.

## Vlastnosti
- {\displaystyle \sum _{n=s}^{t}C\cdot f(n)=C\cdot \sum _{n=s}^{t}f(n)}, kde C je konstanta.
- {\displaystyle \sum _{n=s}^{t}f(n)+\sum _{n=s}^{t}g(n)=\sum _{n=s}^{t}\lbrack f(n)+g(n)\rbrack }
- {\displaystyle \sum _{n=s}^{t}f(n)=\sum _{n=s+p}^{t+p}f(n-p)}
- {\displaystyle \sum _{n=s}^{j}f(n)+\sum _{k=j+1}^{t}f(k)=\sum _{n=s}^{t}f(n)}
- {\displaystyle \sum _{i=m}^{n}x=(n-m+1)x}
- {\displaystyle \sum _{i=1}^{n}x=n\,x} - definice součinu, kde n je celé číslo
- {\displaystyle \sum _{i=m}^{n}i={\frac {(n-m+1)(n+m)}{2}}} (viz aritmetická řada)
- {\displaystyle \sum _{i=0}^{n}i=\sum _{i=1}^{n}i={\frac {(n+1)(n)}{2}}} (speciální případ aritmetické řady)
- {\displaystyle \sum _{i=1}^{n}i^{2}={\frac {n(n+1)(2n+1)}{6}}={\frac {n^{3}}{3}}+{\frac {n^{2}}{2}}+{\frac {n}{6}}}
- {\displaystyle \sum _{i=1}^{n}(2i)^{2}={\frac {2n(2n+1)(2n+2)}{6}}} (suma druhých mocnin sudých čísel)
- {\displaystyle \sum _{i=1}^{n}(2i-1)^{2}={\frac {(2n-1)(2n)(2n+1)}{6}}} (suma druhých mocnin lichých čísel)
- {\displaystyle \sum _{i=1}^{n}i^{3}=\left({\frac {n(n+1)}{2}}\right)^{2}={\frac {n^{4}}{4}}+{\frac {n^{3}}{2}}+{\frac {n^{2}}{4}}=\left[\sum _{i=1}^{n}i\right]^{2}}
- {\displaystyle \sum _{i=1}^{n}i^{4}={\frac {n(n+1)(2n+1)(3n^{2}+3n-1)}{30}}}
- {\displaystyle \sum _{i=0}^{n}i^{p}={\frac {(n+1)^{p+1}}{p+1}}+\sum _{k=1}^{p}{\frac {B_{k}}{p-k+1}}{p \choose k}(n+1)^{p-k+1}}, kde {\displaystyle B_{k}} je k-té Bernoulliho číslo
- {\displaystyle \sum _{i=m}^{n}x^{i}={\frac {x^{n+1}-x^{m}}{x-1}}} (viz geometrická řada)
- {\displaystyle \sum _{i=0}^{n}x^{i}={\frac {x^{n+1}-\,1}{x-1}}} (speciální případ předchozí řady pro m = 0)
- {\displaystyle \sum _{i=0}^{n}ix^{i}={\frac {x}{(1-x)^{2}}}(1-(n+1)x^{n}+nx^{n+1})}
- {\displaystyle \sum _{i=0}^{n}i^{2}x^{i}={\frac {x}{(1-x)^{3}}}(1+x-(n+1)^{2}x^{n}+(2n^{2}+2n-1)x^{n+1}-n^{2}x^{n+2})}
- {\displaystyle \sum _{i=0}^{n}{n \choose i}=2^{n}} (viz binomický koeficient)
- {\displaystyle \sum _{i=0}^{n-1}{i \choose k}={n \choose k+1}}
- {\displaystyle \left(\sum _{i}a_{i}\right)\left(\sum _{j}b_{j}\right)=\sum _{i}\sum _{j}a_{i}b_{j}}
- {\displaystyle \left(\sum _{i}a_{i}\right)^{2}=2\sum _{i}\sum _{j<i}a_{i}a_{j}+\sum _{i}a_{i}^{2}}
- {\displaystyle \sum _{n=a}^{b}f(n)=\sum _{n=b}^{a}f(n)}
- {\displaystyle \sum _{n=s}^{t}f(n)=\sum _{n=-t}^{-s}f(-n)}
- {\displaystyle \sum _{n=0}^{t}f(2n)+\sum _{n=0}^{t}f(2n+1)=\sum _{n=0}^{2t+1}f(n)}
- {\displaystyle \sum _{n=0}^{t}\sum _{i=0}^{z-1}f(z\cdot n+i)=\sum _{n=0}^{z\cdot t+z-1}f(n)}
- {\displaystyle (a+b)^{n}=\sum _{i=0}^{n}{n \choose i}a^{(n-i)}b^{i}} (viz binomická věta)
- {\displaystyle \sum _{n=b+1}^{\infty }{\frac {b}{n^{2}-b^{2}}}=\sum _{n=1}^{2b}{\frac {1}{2n}}}